# Liste der Naturdenkmale in Saulheim
Die Liste der Naturdenkmale in Saulheim nennt die im Gemeindegebiet von Saulheim ausgewiesenen Naturdenkmale (Stand 29. Februar 2024).

## Naturdenkmale
| Nr.         | Bezeichnung                                          | Lage                                            | Beschreibung                          | Bild                                    |
| ----------- | ---------------------------------------------------- | ----------------------------------------------- | ------------------------------------- | --------------------------------------- |
| ND-7331-415 | Lindenallee                                          | Bahnhofstraße Lage                              | Tilia sp.                             | Direkt Bild zu diesem Denkmal hochladen |
| ND-7331-422 | Eiche im Eichenloch                                  | nordwestlich des Ortes; Flur Im Eichenloch Lage | Quercus sp.                           | Direkt Bild zu diesem Denkmal hochladen |
| ND-7331-440 | Fünf Linden an der Neupforte                         | Neupforte, bei Nr. 15 Lage                      | Tilia sp., fünf Bäume                 | Direkt Bild zu diesem Denkmal hochladen |
| ND-7331-447 | Walnussbaum in der Gewann Auf der Grube              | westlich des Ortes; Flur Auf der Grube Lage     | Juglans regia                         | Direkt Bild zu diesem Denkmal hochladen |
| ND-7331-454 | Rosskastanien im Bereich des Friedhofs Ober-Saulheim | Friedhofstraße Lage                             | Aesculus hippocastanum, mehrere Bäume | Direkt Bild zu diesem Denkmal hochladen |

## Ehemalige Naturdenkmale
| Nr. | Bezeichnung     | Lage                                | Beschreibung                                             | Bild                          |
| --- | --------------- | ----------------------------------- | -------------------------------------------------------- | ----------------------------- |
|     | Der lange Stein | südlich des Ortes an der L 401 Lage | Menhir; Rechtsverordnung aufgehoben, jetzt Kulturdenkmal | mehr Fotos \| Fotos hochladen |